# Dangeul
Dangeul é uma comuna francesa na região administrativa do País do Loire, no departamento de Sarthe. Estende-se por uma área de 13.64 km². Em 2010 a comuna tinha 479 habitantes (densidade: 35,1 hab./km²).